# Concord (North Carolina)
Concord is een plaats (city) in de Amerikaanse staat North Carolina, en valt bestuurlijk gezien onder Cabarrus County.

## Demografie
Bij de volkstelling in 2000 werd het aantal inwoners vastgesteld op 55.977.
In 2006 is het aantal inwoners door het United States Census Bureau geschat op 62.587, een stijging van 6610 (11,8%).

## Geografie
Volgens het United States Census Bureau beslaat de plaats een oppervlakte van
133,6 km², geheel bestaande uit land. Concord ligt op ongeveer 247 m boven zeeniveau.

## Plaatsen in de nabije omgeving
De onderstaande figuur toont nabijgelegen plaatsen in een straal van 16 km rond Concord.

## Geboren in Concord
Daniel Moreau Barringer, geoloog en mijnbouwer